# Conway Twitty
Conway Twitty, nome d'arte di Harold Lloyd Jenkins (Friars Point, 1º settembre 1933 – Springfield, 5 giugno 1993), è stato un cantautore e chitarrista statunitense.
Il suo nome è iscritto dal 1999 fra quello delle celebrità della Country Music Hall of Fame and Museum di Nashville, Tennessee.
Fra i suoi successi dei tardi anni cinquanta figurano lo standard di origine irlandese Danny Boy, incisa su 45 giri nel 1959, e la cover del brano musicale del 1957 di Paul Anka, Diana.
La sua versione di Mona Lisa nel 1958 raggiunse la prima posizione in Australia, la seconda in Norvegia, la terza nelle Fiandre in Belgio e la quinta nella Official Singles Chart.
Nel 1958 It's Only Make Believe fu prima nella Billboard Hot 100 per due settimane, nella UK Singles Chart ed in Canada, seconda in Norvegia,  quinta in Australia e nona in Italia.

## Biografia
Nato nella cittadina di Friars Point - uno dei luoghi cari alla cultura blues - ma cresciuto ad Helena, in Arkansas, fu uno dei maggiori artisti country del Novecento. Ebbe successo in altri generi, fra cui il rock and roll degli albori, il rockabilly, il rhythm and blues e la pop music.
Fino al 2006, ad oltre dieci anni dalla morte - avvenuta a sessant'anni per un aneurisma dell'aorta addominale mentre era in tournée - deteneva il record di dischi singoli maggiormente venduti (oltre quaranta) classificati nelle Billboard country chart. 
Il nome di battesimo di Conway Twitty fu scelto da un prozio in onore dell'attore del cinema muto Harold Lloyd. È sepolto al Sumner Memorial Park di Gallatin, contea di Sumner (Tennessee).

## Riferimenti nei media
Il suo Louisiana Woman, Mississippi Man, cantato in coppia con la folksinger Loretta Lynn, è nella colonna sonora del videogioco Grand Theft Auto.
Clip delle sue canzoni sono state usate nello show I Griffin nella quinta stagione (pochi secondi), nella sesta, e nella settima (l'intera I see the want to in your eyes).

## Discografia

### Album
- 1958   Conway Twitty Sings
- 1959   Saturday Night with Conway Twitty
- 1960   Lonely Blue Boy
- 1961   The Conway Twitty Touch
- 1961   The Rock & Roll Story
- 1962   Portrait of a Fool and Others
- 1964   Hit the Road
- 1965   Conway Twitty Sings
- 1965   It's Only Make Believe
- 1966   Look into My Teardrops
- 1968   Here's Conway Twitty and His Lonely Blue Boys
- 1968   Next in Line
- 1969   Darling, You Know I Wouldn't Lie
- 1969   I Love You More Today
- 1969   You Can't Take Country Out of Conway
- 1970   Hello Darlin'
- 1970   To See My Angel Cry/That's When She Started To Stop Loving You
- 1971   How Much More Can She Stand
- 1971   I Wonder What She'll Think About Me Leaving
- 1971   Lead Me On
- 1971   We Only Make Believe
- 1972   Conway Twitty Sings the Blues
- 1972   Conway Twitty
- 1972   I Can't See Me Without You
- 1972   Shake It Up
- 1973   Clinging to a Saving Hand
- 1973   I Can't Stop Loving You/(Lost Her Love) On Our Last Date
- 1973   She Needs Someone to Hold Her
- 1973   Steal Away
- 1973   Who Will Pray for Me
- 1973   You've Never Been This Far Before
- 1974   Country Partners
- 1974   Honky Tonk Angel
- 1974   I'm Not Through Loving You Yet
- 1974   Never Ending Song of Love
- 1975   Feelins'
- 1975   High Priest of Country Music
- 1975   Linda on My Mind
- 1975   Star Spangled Songs
- 1975   This Time I've Hurt Her More
- 1976   Now and Then
- 1976   Twitty
- 1976   United Talent
- 1977   Dynamic Duo
- 1977   I've Already Loved You in My Mind
- 1977   Play, Guitar Play
- 1978   Conway Twitty Country
- 1978   Conway
- 1978   Georgia Keeps Pulling On My Ring
- 1978   Honky Tonk Heroes
- 1979   Country Rock
- 1979   Cross Winds
- 1980   Diamond Duet
- 1980   Heart & Soul
- 1980   Rest Your Love on Me
- 1981   Mr. T
- 1981   Two's a Party
- 1982   Dream Maker
- 1982   Number Ones
- 1982   Southern Comfort
- 1983   Conway's #1 Classics, Vol. 2
- 1983   Lost in the Feeling
- 1983   Merry Twismas
- 1984   By Heart
- 1984   Conway Twitty & Loretta Lynn
- 1985   Chasin' Rainbows
- 1985   Don't Call Him a Cowboy
- 1986   A Night with Conway Twitty
- 1986   Fallin' for You for Years
- 1987   Borderline
- 1988   Making Believe
- 1988   Still in Your Dreams
- 1989   House on Old Lonesome Road
- 1990   Crazy in Love
- 1991   #1's, Vol. 2
- 1991   #1's, Vol. 1
- 1991   Even Now
- 1992   Country Gospel Greats
- 1993   Final Touches
- 1995   Sings Songs of Love
- 1996   Crazy Dreams
- 2002   Road That I Walk

### EP
- 1958: It's Only Make Believe (MGM, X1623)
- 1959: Saturday Night With (MGM, X1678)
- 1960: Conway Twitty Sings Vol. 3 (MGM, X1642)

### Singoli
- 1957: I Need Your Lovin'/Born To Sing The Blues (Mercury, 71086X45)
- 1957: Shake It Up/Maybe Baby (Mercury, 71148X45)
- 1958: Why Can't I Get Through To You/Double Talk Baby (Mercury, 71384X45)
- 1958: It's Only Make Believe/I'll Try (MGM, K12677)
- 1959: The Story Of My Love/Make Me Know You're Mine (MGM, K12748)
- 1959: Hey Little Lucy! (Don'tcha Put No Lipstick On)/When I'm Not With You (MGM, K12785)
- 1959: Mona Lisa/Heavenly (MGM, K12804)
- 1959: Danny Boy/Halfway To Heaven (MGM, K12826)
- 1959: Lonely Blue Boy/Star Spangled Heaven (MGM, K12857)
- Blue Moon - Sentimental Journey

## Filmografia parziale

### Attore cinematografico
- I perduti dell'isola degli squali (Platinum High School), regia di Charles F. Haas (1960)